# Mi Moderáltak
A Mi Moderáltak (olaszul: Noi moderati) egy olasz centrista pártszövetség, amely a Jobbközép Koalíció színeiben indult a 2022-es olaszországi parlamenti választásokon.

## A pártszövetség tagjai

### Alapító tagok
| Párt | Párt                      | Ideológia                  | Vezető         |
| ---- | ------------------------- | -------------------------- | -------------- |
|      | Mi Olaszországgal (NcI)   | Liberális konzervativizmus | Maurizio Lupi  |
|      | Olaszország Középen (IaC) | Liberális konzervativizmus | Giovanni Toti  |
|      | Coraggio Italia (CI)      | Liberális konzervativizmus | Luigi Brugnaro |
|      | A Közép Uniója (UdC)      | Kereszténydemokrácia       | Lorenzo Cesa   |

### Egyéb tagok
| Párt | Párt                                  | Ideológia    | Vezető            |
| ---- | ------------------------------------- | ------------ | ----------------- |
|      | Reneszánsz                            | Liberalizmus | Vittorio Sgarbi   |
|      | Európaiak és Liberálisok Pártja (PEL) | Liberalizmus | Francesco Patamia |

### Regionális szövetségesek
| Párt | Párt                     | Régió                 | Ideológia                  | Vezető                   |
| ---- | ------------------------ | --------------------- | -------------------------- | ------------------------ |
|      | Felelős Autonómia        | Friuli-Venezia Giulia | Liberális konzervativizmus | Renzo Tondo              |
|      | Népszerű Liguria (PL)    | Liguria               | Kereszténydemokrácia       | Andrea Costa             |
|      | A Közép Szövetsége (AdC) | Campania              | Kereszténydemokrácia       | Francesco Pionati        |
|      | Cantiere Popolare (CP)   | Szicília              | Regionalizmus              | Francesco Saverio Romano |
|      | Szardínia 20Húsz (S20V)  | Szardínia             | Regionalizmus              | Stefano Tunis            |

## Választási eredményei

### Olasz Parlament
| Képviselőház |            |       |            |     |               |
| Év           | Szavazatok | %     | Mandátumok | +/− | Vezető        |
| 2022         | 255,714    | 0,91% | 7 / 400    | –   | Maurizio Lupi |

| Szenátus |            |       |            |     |               |
| Év       | Szavazatok | %     | Mandátumok | +/− | Vezető        |
| 2022     | 244,363    | 0.89% | 7 / 400    | –   | Maurizio Lupi |

## Fordítás
Ez a szócikk részben vagy egészben  az   Us Moderates című angol Wikipédia-szócikk ezen változatának fordításán alapul.  Az eredeti cikk szerkesztőit annak laptörténete sorolja fel. Ez a jelzés csupán a megfogalmazás eredetét és a szerzői jogokat jelzi, nem szolgál a cikkben szereplő információk forrásmegjelöléseként.